# Jane Colden
Jane Colden (ur. 27 marca 1724 w Nowym Jorku, zm. 10 marca 1766) – amerykańska botanik.
Otrzymała wykształcenie domowe; jej ojciec był wicegubernatorem stanu Nowy Jork, absolwentem uniwersytetu w Edynburgu. W trakcie nauki przejawiała fascynację botaniką. Dzięki zaangażowaniu ojca odebrała staranne wykształcenie w tym kierunku. W latach 1755–1760 opracowała ilustrowany katalog flory stanu Nowy Jork i jako pierwsza dokonała klasyfikacji występujących tam roślin według nowego wówczas systemu Linneusza, opartego na pokrewieństwie. Praca ta spotkała się z dużym uznaniem ówczesnego środowiska naturalistów. Przy zbieraniu materiału do tego dzieła odkryła nową rodzinę roślin. W 1759 wyszła za mąż. Miała jedno dziecko, które zmarło w tym samym roku co ona. Manuskrypt jej katalogu znalazł się w posiadaniu British Museum.
W 1963 nowojorski Garden Club z okazji 50-lecia istnienia wydał częściowy reprint rękopisu jej dzieła.